# Víctor Claver
Víctor Claver, född den 30 augusti 1988 i Valencia, Spanien, är en spansk basketspelare som tog OS-silver i herrbasket vid olympiska sommarspelen 2012 i London. 